# The Politician
The Politician és una sèrie estatunidenca de comèdia dramàtica creada per Ryan Murphy, Brad Falchuk i Ian Brennan que es va estrenar a Netflix el 27 de setembre de 2019.

## Premissa
The Politician gira al voltant de "les aspiracions polítiques del Payton Hobart, un noi benestant de Santa Bàrbara, i cada temporada el seu personatge es veurà involucrat en una carrera política diferent".

## Personatges

### Principals
- Ben Platt - Payton Hobart[3]
- Zoey Deutch - Infinity Jackson[3]
- Lucy Boynton - Astrid Sloan[3]
- Bob Balaban - Keaton Hobart[3]
- David Corenswet - River Barkley[3]
- Julia Schlaepfer - Alice Charles[3]
- Laura Dreyfuss - McAfee[3]
- Theo Germaine - James[3]
- Rahne Jones - Skye Leighton[3]
- Benjamin Barrett - Ricardo[3]
- Jessica Lange - Dusty Jackson[3]
- Gwyneth Paltrow - Georgina Hobart[3]

### Recurrents
- Ryan J. Haddad - Andrew Cashman
- Trevor Mahlon Eason - Martin Hobart
- Trey Eason - Luther Hobart
- Martina Navrátilová - Brigitte
- Dylan McDermott - Theo Klein[4]
- January Jones - Lizbeth Klein[4]

### Convidats
- Rick Holmes - Cooper
- B.K. Cannon
- Eric Nenninger
- Russell Posner Elliot Beachman
- Terry Sweeney - Buddy Broidy
- Judith Light - Dede Standish[3]
- Sam Jaeger - Tino
- Joe Morton - Marcus
- Teddy Sears - William
- Jackie Hoffman
- Bette Midler - Hadassah Gold[3]